# السوارخ
ام الطبول بلدية تابعة لدائرة القالة بولاية الطارف الجزائرية،يقع مقرها في بلدية أم الطبول.

## الموقع الجغرافي
تقع أقصى شمال شرق الجزائر، بشريط ساحلي طوله : 09 كلم، يقطنها حوالي 22000 نسمة ، ولبلدية السوارخ موقع استراتيجي بحدودها الدولية مع تونس، حيث يعبرها سنويا أكثر من مليوني سائح، وبها أكبر معبر بري أم الطبول على المستوى الوطني والذي يعرف اكتظاظا كبيرا خلال موسم الصيف.
أم الطبول هي التجمع العمراني الرئيسي، وأكبر الأحياء: ملول، الزيتون، مشطب، حدادة. الدريدرة....